# Nawia Productions
Nawia Productions – polska wytwórnia płytowa, zajmująca się wydawaniem płyt oraz promocją głównie wykonawców pagan i blackmetalowych. Siedziba wytwórni znajduje się w Bielsku-Białej. Większość wydawnictw wytwórni ukazało się na kasetach magnetofonowych.

## Wybrany katalog
Źródło.
- Venedae - Venedae
- Venedae - Cień Wilczej Natury
- Hate Forest – The Curse
- Saltus - Słowiańska Duma
- North - Wojna Trwa
- Winds of garden - Dusze Martwych Drzew
- Piorun – Goreja Wici Wojenne
- Graveland - Prawo Stali
- Titan Moutain - Above the Fangs of Majestic Stonetitans
- Hellveto - Medival Scream
- Sacrilegium/North/Neasit - Jesienne Szepty / Przedświt...